# فرانكي ميوز فريمان
ماري فرانكي ميوز فريمان (بالإنجليزية: Frankie Muse Freeman)‏ (24 نوفمبر عام 1916 – 12 يناير 2018)؛ محامية حقوق مدنية أمريكية، وأول امرأة تعين في لجنة الولايات المتحدة للحقوق المدنية (1964-79) في هيئة تقصي الحقائق الفيدرالية التي حققت في صحة الشكاوى المتعلقة بالتمييز.
قامت فريمان بدور فعال في تأسيس لجنة المواطنين للحقوق المدنية في عام 1982، كما كانت محامية ممارسة في محاكم الولايات والمحاكم الفيدرالية لما يقارب الستين عاماً. وفي عام 2007، حصلت فريمان على طبعة قدم في ممر المشاهير الدولي للحقوق المدنية في حديقة مارتن لوثر كينغ جونيور التاريخية الوطنية في مدينة أتلانتا في جورجيا لدورها القيادي في حركة الحقوق المدنية.
قام الرئيس الأمريكي باراك أوباما يتعيينها كعضو في الوكالة المسؤولة عن برنامج العلماء الرئاسيين في الخامس من فبراير من عام 2015.

## السيرة الشخصية
ولدت فرانكي لوالدها ويليام براون ميوز ووالدتها ماد باتريس ميوز ضمن عائلة ذات تعليم جامعي في دانفيل (فيرجينيا)، حيث التحقت بمدرسة ويستمورلاند وتعلمت العزف على البيانو. وفي سن السادسة عشرة سجلت ميوز في مدرسة والدتها، جامعة هامبتون، بين عامي 1933 و1936. قُبلت في عام 1944 في كلية الحقوق في جامعة هوارد وحصلت على شهادة في القانون في عام 1947. أصبحت فريمان أثناء دراستها في جامعة هوارد عضواً في أخوية «إبسيلون سيغما إيوتا»، التي تعتبر أول أخوية أمريكية قانونية للنساء الملونات.
تقدمت فريمان بطلبات لعدة مؤسسات قانونية ولكنها لم تحصل على أي رد؛ لذلك قررت في عام 1948 أن تؤسس عملها الخاص. بدأت عملها التطوعي في حالات الطلاق والقضايا الجنائية. وبعد سنتين من ذلك، بدأت فريمان عملها في الحقوق المدنية عندما أصبحت مستشار قانوني في الفريق القانوني للجمعية الوطنية للنهوض بالملونين والذي رفع دعوى قضائية ضد المجلس التعليمي في مدينة سانت لويس عام 1949. أصبحت فريمان في عام 1954 المحامي الرئيسي في قضية (دايفس وآخرون ضد الهيئة العامة للإسكان في مدينة سانت لويس) البارزة الخاصة بالجمعية الوطنية للنهوض بالملونين، والتي أنهت التمييز العنصري القانوني في الإسكان العام في المدينة. استقرت فريمان في سانت لويس وعملت كمحامي للموظفين في سلطات التخليص العقاري والإسكان في مدينة سانت لويس بين عامي 1956 و1970، كما عملت بدايةً كمساعد المستشار العام ولاحقا كمستشار عام لسلطة الإسكان في مدينة سانت لويس.
رشح الرئيس الأمريكي ليندون جونسون المحامية فريمان في شهر آذار من عام 1964 لتكون عضواً في لجنة الولايات المتحدة حول الحقوق المدنية. ووافق مجلس الشيوخ على ترشيح فريمان في 15 سبتمبر من عام 1964، لتكون أول امرأة يتم تعيينها في لجنة الحقوق المدنية. أُعيد تعيينها لاحقا من قبل الرؤساء ريتشارد نيكسون وجيرارد فورد وجيمي كارتر، وشغلت المنصب حتى شهر يوليو من عام 1979.
عّينت فريمان كمفتش عام لإدارة الخدمات الاجتماعية أثناء إدارة الرئيس جيمي كارتر في عام 1979. وبعد انتخاب الرئيس رونالد ريغان في العام التالي، طالب باستقالة المفتشين العامين الديموقراطيين الذين تم تعيينهم من قبل الرؤساء السابقين. عادت فريمان إلى سانت لويس، حيث مارست المحاماة؛ وانضمت في عام 1982الى 15 مسؤول فيدرالي سابق لتأسيس لجنة المواطنين الثنائية الحزبية للحقوق المدنية، وهي مجموعة ملتزمة بإنهاء التمييز العنصري ووضع الحلول لمواجهة التأثيرات المؤذية للعنصرية.
استمرت بعمر التسعين عاماً في ممارسة المحاماة في مؤسسة مونتغمري هولي وشركائه وهي مؤسسة محدودة المسؤولية مكونة من ثلاثة محاميين أعضاء في سانت لويس. كما قامت بالعديد من الأنشطة التطوعية، مثل التعليم في فصول يوم الأحد المدرسية للكبار في كنيسة واشنطن التبشيرية المعمدانية المتنقلة. كانت عضواً في مجالس الشؤون العالمية الأمريكية في سانت لويس، وكانت مهمتها تعزيز التفاهم والمشاركة وإدارة العلاقات وقيادة الشؤون العالمية.
نشرت فريمان مذكراتها (أغنية من الإيمان والأمل) في عام 2003. وكانت الرئيس الوطني الرابع عشر لأخوية «إبسيلون سيغما إيوتا». بلغت عامها المئة في نوفمبر من عام 2016.

## الأنشطة المدنية
كانت فريمان الوصي الفخري لمجلس الأمناء في جامعة هوارد، ورئيس مجلس الإدارة السابق للمجلس الوطني للشيخوخة والرابطة الحضرية الوطنية في المركز الحضري لمدينة سانت لويس. كما كانت أيضاً عضو مجلس الإدارة في الطريق الموحدة لسانت لويس الكبرى وحديقة حيوان ميتروبوليتان ومتحف المقاطعة ومركز سانت لويس للعلاقات الدولية.

## الإرث والتكريم
- حصلت فريمان على درجات دكتوراه فخرية من عدة مؤسسات تعليمية مثل جامعة هامبتون وجامعة ميزوري في سانت لويس وجامعة سانت لويس وجامعة واشنطن في سانت لويس وجامعة هوارد.[11]
- 1990: دخلت قاعة مشاهير نقابة المحاميين الوطنية.[12]
- 2011: تلقت قلادة سبينغارن للجمعية الوطنية لتقدم الشعوب الملونة.
- 2014: تلقت جائزة روح التميز من لجنة نقابة المحامين الأمريكية المعنية بالتنوع العرقي والإثني في المهنة.[13][14]

حصلت الأخت فريمان على شرف تنصيب تمثال لها في وسط مدينة سانت لويس في شارع شيسنات 500 في كينير بلازا، وتم إزاحة الستار عنه في تاريخ 21 نوفمبر من عام 2017. قدمت الجمعية الوطنية للنهوض بالملونين هذا التكريم لها وكان له العديد من الرعاة من أجل ضم كنيسة واشنطن التبشيرية المعمدانية المتنقلة، التي كانت الأخت فريمان عضوا فعالا فيها.